# Tom Evans
Tom Evans (Heathfield, 3 febbraio 1992) è un ultramaratoneta e fondista di corsa in montagna inglese.

## Palmarès
| Anno | Manifestazione             | Sede                  | Evento         | Risultato | Prestazione | Note                          |
| ---- | -------------------------- | --------------------- | -------------- | --------- | ----------- | ----------------------------- |
| 2018 | Mondiali di trail running  | Castellón de la Plana | Individuale    | Bronzo    | 8h49'352    |                               |
| 2019 | Europei di cross           | Lisbona               | Corsa seniores | 43º       | 32'04"      |                               |
| 2019 | Europei di cross           | Lisbona               | A squadre      | Oro       | 36 p.       |                               |
| 2020 | Mondiali di mezza maratona | Gdynia                | Individuale    | 64º       | 1h03'14"    | Miglior prestazione personale |
| 2020 | Mondiali di mezza maratona | Gdynia                | A squadre      | 10º       | 3h06'17"    |                               |
| 2024 | Mondiali di cross          | Belgrado              | Corsa seniores | 49º       | 30'16"      |                               |
| 2024 | Mondiali di cross          | Belgrado              | A squadre      | 9º        | 188 p.      |                               |

## Campionati nazionali
2020
- 13º ai campionati britannici, 5000 m piani - 14'14"56

## Altre competizioni internazionali
2017
- 48º alla Maratona di Francoforte ( Francoforte sul Meno) - 2h26'07"
- Bronzo alla Marathon des Sables ( Sahara marocchino), 250 km in 6 tappe - 19h49'33"

2018
- 9º alla Great South Run ( Portsmouth), 10 miglia - 49'38"
- Oro alla 'CCC' (Courmayeur-Champex-Chamonix) ( Chamonix-Mont-Blanc) - 10h44'32"

2019
- Bronzo alla Western States Endurance Run ( Auburn) - 14h59'44"

2022
- Bronzo all'Ultra-Trail du Mont-Blanc ( Chamonix-Mont-Blanc) - 20h34'35"

2023
- Oro alla Western States Endurance Run ( Auburn) - 14h40'22"